# 松尾広吉
松尾 広吉（松尾 廣吉、まつお こうきち / ひろきち、1867年1月8日〈慶応2年12月3日〉- 1937年〈昭和12年〉1月16日）は、日本の実業家、政治家。貴族院多額納税者議員、佐賀県西松浦郡伊万里町長。

## 経歴
肥前国松浦郡伊万里町（現佐賀県伊万里市伊万里町）で、素封家・松尾貞吉の長男として生まれる。漢学を修める。
1904年（明治37年）、陸海軍の諸機械器具製造を行う松尾鉄工所を設立。家業をたばこ専売のほかに郡内の「煙草元売捌所」を開業して拡大。その他、伊万里銀行監査役、伊万里鉄道監査役、魚市 (名) 社長、東洋油脂工業取締役などを務めた。
政界では、伊万里町会議員、西松浦郡会議員などを務め、1911年（明治44年）9月29日、貴族院多額納税者議員に就任し、一期務めて1918年（大正7年）9月28日まで在任した。在任中は研究会に所属した。また、1921年（大正10年）8月から1925年（大正14年）1月まで伊万里町長を務めた。町長退任後は、工場経営に専念した。

## 栄典
- 1916年（大正5年） - 勲四等瑞宝章[8]